# ФОМ
Формула Уан Мениджмънт (ФОМ) (на англ.език - Formula One Management) - Правителството на Формула 1. Компанията се управлява от Бърни Екълстоун.